# Оделцхаузен
Оделцхаузен (њем. Odelzhausen) општина је у њемачкој савезној држави Баварска. Једно је од 17 општинских средишта округа Дахау. Према процјени из 2010. у општини је живјело 4.228 становника. Посједује регионалну шифру (AGS) 9174135.

## Географски и демографски подаци
Оделцхаузен се налази у савезној држави Баварска у округу Дахау. Општина се налази на надморској висини од 499 метара. Површина општине износи 30,5 km². У самом мјесту је, према процјени из 2010. године, живјело 4.228 становника. Просјечна густина становништва износи 139 становника/km².